# George Rice, 3. Baron Dynevor

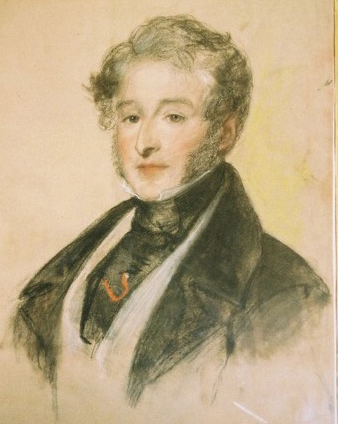
George Talbot Rice, zeitgenössisches Porträt

George Talbot Rice, 3. Baron Dynevor (von 1793 bis 1817 George de Cardonell) (* 8. Oktober 1765; † 9. April 1852) war ein britischer Adliger und Politiker.  

## Herkunft und Jugend
George Rice entstammte der alten walisischen Familie Rhys, die ihren Namen zu Rice anglisiert hatte. Er war der älteste Sohn von George Rice und seiner Frau Lady Cecil Talbot. Seine Mutter war die Tochter und Erbin von William Talbot, 1. Earl Talbot, dem wenige Jahre vor seinem Tod in besonderer Hinsicht auf seine Nachkommen der Titel Baron Dynevor verliehen worden war, so dass der Titel auf seine Tochter und nach ihrem Tod auf ihre männlichen Nachkommen vererbbar war. Gemäß dem Testament ihrer Mutter änderte Rice Mutter 1787 ihren Namen in de Cardonell.
Er besuchte ab 1773 die Westminster School und studierte ab 1783 am Christ Church College in Oxford. 1779 erbte er nach dem Tod seines Vaters die Besitzungen der Familie Rice mit Newton House in Carmarthenshire.

## Politische Laufbahn
1790 war Rice Bürgermeister von Carmarthen. Durch eine Abmachung mit John George Philipps aus Cwmgwili wurde er bei der Unterhauswahl 1790 unangefochten als Nachfolger von William Mansel, 9. Baronet als Knight of the Shire für Carmarthenshire gewählt. Im House of Commons schloss er sich jedoch, anders als sein Vater, nicht den Whigs an, sondern wurde durch den Einfluss von Herbert Lloyd aus Carmarthen zu einem Unterstützer der Tories. Er trat im House of Commons nicht sonderlich hervor, unterstützte aber die Regierung von Pitt. Nach dem Tod seiner Mutter am 14. März 1793 erbte er den Titel Baron Dynevor und änderte am 30. April 1793 seinen Namen in de Cardonnel, den Familiennamen seiner Mutter. Als Baron Dynevor wurde er Mitglied des House of Lords, weshalb er sein Mandat als Abgeordneter niederlegte. Er wurde nun Führer der Tories in Carmarthenshire. Bei der Unterhauswahl 1796 ließ er seinen Schwager Dorien Magens sowohl in Carmarthen wie auch in Carmarthenshire kandidieren, was zur Folge hatte, dass Magens beide Wahlen verlor. 1802 gelang es ihm jedoch, dass James Hamlyn Williams und 1807 Robert Seymour als Abgeordnete der Tories gewählt wurden, ehe sein Sohn volljährig wurde und das Abgeordnetenmandat übernahm. Am 4. Februar 1817 nahm er wieder den Namen Rice an.

## Weitere Ämter
1794 wurde de Cardonell als Captain Offizier der Yeomanry von Carmarthenshire. 1803 wurde er Oberstleutnant des Bataillons der Carmarthenshire Volunteers und 1808 Oberst der Miliz. 1821 wurde er Oberst der Carmarthenshire Fusiliers. Im Juni 1804 übernahm er das Amt des Lord Lieutenant von Carmarthenshire, das er bis zu seinem Tod bekleidete. 

## Familie und Nachkommen
Rice heiratete am 20. Oktober 1794 Frances Townshend, eine Tochter des Ministerialbeamten Thomas Townshend, 1. Viscount Sydney und von Elizabeth Powys. Er hatte mit seiner Frau einen Sohn und sechs Töchter:  
- George Rice (1795–1869)
- Frances Rice (1796–1884)
- Cecil Rice (1797–1883)
- Harriet Lucy Rice (1799–1879)
- Caroline Mary Rice (1805–1878)
- Katherine Sarah Rice (1806–1887)
- Maria Elizabeth Rice (1815–1905)[2][3]

Sein einziger Sohn George erbte seinen Titel. 